# فرخ‌سیر
فرخ‌سیر با نام و القاب کامل ابوالمظفر معید الدین محمد شاه فرخ‌سیر علیم اکبر ثانی والا شاه پادشاه بهار و بار (شهید مظلوم) (زاده ۲۰ اوت ۱۶۸۵ - قتل ۲۹ آوریل ۱۷۱۹) امپراتور گورکانی هند بود که از ۱۷۱۳ تا ۱۷۱۹ پس از به قتل رساندن جهاندار شاه به حکومت رسید.
فرخ‌سیر فرزند عظیم الشان (پسر دوم امپراتور بهادرشاه یکم) و سهیبه نسوان بود. گزارش شده‌است که او مردی خوش تیپ بود که به سادگی تحت تأثیر مشاوران و اطرافیان قرار می‌گرفت، او توانایی، دانش و شخصیت لازم را برای حکومت مستقل نداشت.
در دوران حکومت فرخ‌سیر برادران سید به قدرت اصلی در پس ظاهر حکمرانی دربار گورکانی تبدیل شدند و در نهایت او را به قتل رساندند.